# 斯特里日夫卡 (柳巴爾區)
49°54′29″N 27°44′31″E / 49.90806°N 27.74194°E
斯特里日夫卡（烏克蘭語：Стрижівка）是烏克蘭北部的村莊，隸屬日托米爾州的日托米爾區。該村面積20.69平方公里，海拔高度233米，2001年人口1,490，人口密度每平方公里72.01人。